# Вайсс, Луиза
Луиза Вайсс (фр. Louise Weiss; 25 января 1893, Аррас, Па-де-Кале — 26 мая 1983, Париж) — французская писательница, журналистка, феминистка и европейский политик.

## Жизнь
Происходила из космополитической семьи Эльзаса. Её отец, Поль Луи Вайсс (1867—1945), был горным инженером и выдающимся эльзасским протестантом из Ла-Петит-Пьер. Предки её еврейской матери, Жанны Фелиси Жаваль (1871—1956), происходили из небольшого эльзасского городка Сеппуа-ле-Ба. Её дедушкой по материнской линии был Луи Эмиль Жаваль. По материнской линии она была племянницей Алисы Вейллер (урожденной Жаваль) и двоюродной сестрой Поля-Луи Вейллера, сына Алисы и Лазара Веийе. Дженни Обри была сестрой Луизы. Она выросла в Париже с пятью братьями и сестрами, была учительницей против воли своей семьи, работала учителем в средней школе искусств и получила степень Оксфордского университета. С 1914 по 1918 год она работала военной медсестрой и основала госпиталь в Кот-дю-Нор. С 1918 по 1934 год она была издателем журнала L'Europe nouvelle. С 1935 года до начала Второй мировой войны она поддерживала избирательные права женщин. В 1936 году она баллотировалась на парламентских выборах во Франции в Пятом округе Парижа. Во время войны она принимала активное участие во французском Сопротивлении. Она утверждала, что была членом сети Patriam Recuperare; однако члены сети официально отрицали это. Она была главным редактором секретного журнала «Nouvelle République» с 1942 по 1944 год. В 1945 году Gaston Bouthoul она основала Институт полемологии в Лондоне. Она путешествовала по Ближнему Востоку, Японии, Китаю, Вьетнаму, Африке, Кении, Мадагаскару, Аляске, Индии и т. д., снимала документальные фильмы и писала отчёты о своих путешествиях. В 1975 году она дважды безуспешно пыталась избраться во Французскую академию. В 1979 году она стала членом Европейского парламента от партии голлистов (ныне «Республиканцы»).

## Журналистка
Во время Первой мировой войны она опубликовала свои первые сообщения в прессе под псевдонимом. В Париже она познакомилась со своими первыми большими возлюбленными, представителями стран, стремящихся к независимости, такими как Эдуард Бенеш, Томаш Масарик и Милан Штефаник. Между 1919 и 1939 годами она часто бывала в Чехословакии. В 1918 году она основала еженедельную газету «Europe novelle» (Новая Европа), в которой публиковалась до 1934 года. Томас Манн, Густав Штреземанн, Рудольф Брайтшайд и Аристид Бриан были среди её соавторов, написавших статью. Луиза Вайсс описала тех, кто проложил путь к прекращению германо-французских отношений в период между мировыми войнами как «паломников мира», и они называли своего важного сотрудника «моей доброй Луизой». Европа мечтала об объединении и в 1930 году она основала Ecole de la Paix (Школа мира), частный институт международных отношений. С захватом власти национал-социалистами в Германии возможность объединения исчезла.

## Активизм за права женщин
В 1934 году она вместе с Сесиль Брунсвич основала ассоциацию La femme nouvelle (Новая женщина) и стремилась к усилению роли женщин в общественной жизни. Она участвовала в кампаниях за право женщин голосовать во Франции, организовывала команды суфражисток, участвовала в демонстрациях и была прикована к уличному фонарю в Париже вместе с другими женщинами. В 1935 году она безуспешно подавала иск против «неспособности женщин голосовать» перед Государственным советом Франции.

## Политика
В 1979 году баллотировалась в качестве кандидата от партии голлистов на первых европейских выборах (1979). 17 июля 1979 года она была избрана французским членом Европейского парламента (MEP) от Европейской народной партии. Во время первых выборов в возрасте 86 лет она была самым старым членом парламента и, следовательно, его первым "самым старым членом. Она оставалась членом Европарламента и самым старым членом до своей смерти 26 мая 1983 года в возрасте 90 лет.
Её имя носит главное здание парламента в Страсбурге.

## Музей Луизы Вайсс
Часть городского музея Саверна посвящена жизни и творчеству Луизы Вайсс. В нём представлена коллекция из 600 предметов, которые она завещала городу в 1981 и 1983 годах, а также исторические документы, касающиеся её карьеры.

## Работа

### Политические работы
- La République Tchécoslovaque, 1919.
- Милан Стефаник, Прага, 1920.

### Биографии
- Souvenirs d’une enfance républicaine, Париж, 1937.
- Ce que femme veut, Париж, 1946.
- Mémoires d’une Européenne, Париж, 1968—1976.

- Деливранс, Париж, 1936.
- Марсельеза, Vol. I и II Париж, 1945 г .; Vol. III Париж 1947.
- Сабина Легран, Париж, 1951.
- Dernières Voluptés, Париж, 1979.

### Театральные произведения
- Артур или лесные радости самоубийства
- Sigmaringen ou les potentats du néant
- Le Récipiendaire
- La patronne
- Адаптация Des Dernières Voluptés

### Книги о путешествиях
- L’or, le camion et la croix, Париж, 1949.
- Le voyage enchanté, Париж, 1960.
- Le Cachemire, Les Albums des Guides Bleus, Париж, 1955.

### Социологический очерк
- Lettre à un embryon, Париж, 1973.

### Искусство, археология и фольклор
- Contes et légendes du Grand-Nord, Париж, 1957.

## Почести
- Её имя носит главное здание Европарламента в Страсбурге.
- В честь неё названа улица 13-го округа Парижа.
- Начальная школа, построенная Фрицем Бебло в Страсбурге-Нойдорфе, теперь носит её имя.
- Почётный член Совета Верхнего университета в Страсбурге.
- Лауреат премии Роберта Шумана
- Великий офицер Почетного легиона
- Кавалер ордена Белого льва, 1924 г.

## Фонд
Ежегодно Фонд Луизы Вайсс вручает приз автору или учреждению, которое внесло наибольший вклад в развитие науки о мире, улучшение человеческих отношений и усилия на благо Европы.